# مغالطه کمیت‌گرایی
مغالطه کمیت‌گرایی یا دقت کاذب (انگلیسی: False precision) زمانی روی می‌دهد که گوینده در تلاش برای اینکه مخاطب را نسبت به صحت و دقت گفتهٔ خود متقاعد کند از اعداد و ارقام نابجا و افزون بر نیاز استفاده می‌کند و چنین وانمود می‌کند که این امر نشانهٔ درستی مطلب است، چرا که معمولاً در ذهن مخاطبان ذکر عدد و بیان کمیت یک چیزی نشان‌دهندهٔ دقت اظهار نظر دربارهٔ آن موضوع است.
به نوشتهٔ مدسن پیری، مغالطهٔ کمیت‌گرایی شامل بیان عدد دربارهٔ مفاهیم کیفی و غیرقابل‌اندازه‌گیری است. برای مثال اینکه «نود درصد دشواری نوشتن در شروع کردن آن است.» در این مثال «دشواری نوشتن» کمیتی قابل اندازه‌گیری نیست و نباید به صورت عددی بیان شود. شکل دیگر این مغالطه زمانی است که ذکر اعداد تأکید بی‌جایی باشد، مثلاً «از هر پنج نفر، چهار نفر نمی‌توانند فرق این کپی با اصل را تشخیص بدهند.» در این موارد معمولاً بدون اینکه گوینده در مورد مدعای خود تحقیقی انجام داده باشد برای افزایش تشخیص شخن خود از عدد استفاده می‌کند.
اندازه‌گیری‌هایی که بر اساس نمونه‌گیری آماری هستند (مثل مباحث در مورد بهره هوشی) غالباً با مغالطهٔ کمیت‌گرایی گزارش می‌شوند.